# Hovingham
Hovingham – wieś w Anglii, w hrabstwie North Yorkshire, w dystrykcie (unitary authority) North Yorkshire. Leży 25 km na północ od miasta York i 301 km na północ od Londynu.